# Veliki Otok, Postojna
Veliki Otok je gručasto naselje, ki leži nedaleč od Postojne in je le nekaj sto metrov oddaljeno od Postojnske jame. 
Vas leži na nadmorski višini 539,8 m, tik pod Kaculom (598 m), ki številnim turistom, športnikom in drugim obiskovalcem ponuja lepe razgledne točke, preko Kacula pa je možno priti vse do Postojne.
Severno od Velikega Otoka leži velika opuščena vojašnica, pod njo pa v kraško jamo Lekinko ponikne Črni potok. Blizu sta tudi Otoška jama in Betalov spodmol, znano paleolitsko najdišče. Na griču nad dolinico pri Otoški jami stoji cerkev sv. Andreja s freskami iz 16. stoletja, v vaškem jedru pa stoji cerkev sv. Katarine.

## Izvor imena
Postojnska kotlina naj bi bila zalita z vodo in zato so tudi najstarejše hiše potisnjene v breg. Voda (reka Pivka) pa naj bi odtekala v Postojnsko jamo. Pivka še danes odteka v Postojnsko jamo in ta odtok se imenuje Veliki odtok. Vaščani so verjetno zaradi lažje izgovorjave dali vasi ime Veliki Otok in črko D izpustili.